# Diecezja Manado
Diecezja Manado – rzymskokatolicka diecezja w Indonezji. Powstała w 1919 jako prefektura apostolska Celebes, podniesiona do rangi wikariatu apostolskiego w 1934 (pod nazwą wikariat Manado od 1937). Diecezja od 1961.

## Biskupi
- Biskupi Manado 
  - Bp Benedictus Estephanus Rolly Untu, M.S.C. (2017 –)
  - Bp Joseph Theodorus Suwatan, M.S.C. (1990 – 2017)
  - Bp Theodorus Hubertus Moors, M.S.C. (1969 – 1990)
  - Bp Nicolas Verhoeven, M.S.C. (1961 – 1969)
- Wikariusze apostolscy Manado 
  - Bp Nicolas Verhoeven, M.S.C. (1947 – 1961)
  - Bp Joannes Walter Panis, M.S.C. (1937 – 1946)
- Wikariusze apostolscy Celebes 
  - Bp Joannes Walter Panis, M.S.C. (1934 – 1937)
- Prefekci apostolscy Celebes 
  - Bp Joannes Walter Panis, M.S.C. (1923 – 1934)
  - O. Gerardo Vesters, M.S.C. (1919 – 1923)